# Antonio Conte (Fechter)

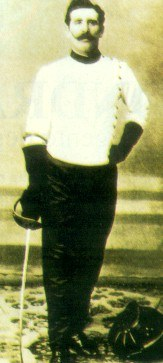
Antonio Conte (1900)

Antonio Conte (* 11. Dezember 1867 in Minturno; † 4. Februar 1953 ebenda) war ein italienischer Fechter. Er gewann eine Goldmedaille bei Olympischen Spielen.
Antonio Conte nahm an Turnieren im späten 19. und frühen 20. Jahrhundert teil. Er war Teilnehmer der Olympischen Sommerspiele 1900 in Paris. Dort startete er in den Meisterschaftswettbewerben im Florett und Säbel. Im Säbel-Wettbewerb erreichte er das Finale. Dort besiegte er seinen Landsmann Italo Santelli und gewann somit die Goldmedaille. Damit war er neben dem Kubaner Ramón Fonst der einzige Olympiasieger im Fechten, der nicht aus Frankreich stammte. Die Franzosen dominierten die Wettbewerbe mit Siegen in fünf von sieben Wettbewerben.